# Список умерших в 643 году

## Февраль
- 11 февраля — Вэй Чжэн, китайский канцлер (627—643), историк времён династии Тан.

## Дата смерти неизвестна или требует уточнения
- Гоэрик, 28-й епископ Меца (ок. 629 — ок. 643), католический святой.
- Исаак, экзарх Равенны (625—643).
- Кинегильс, король Уэссекса (611—643).
- Оттон, майордом Австразии (с 640).
- Ямасиро-но Оэ, японский государственный деятель, претендент на императорский престол.